# Liste der Landschaftsschutzgebiete im Landkreis Wolfenbüttel
Die Liste der Landschaftsschutzgebiete im Landkreis Wolfenbüttel enthält die Landschaftsschutzgebiete des Landkreises Wolfenbüttel in Niedersachsen.
| Bild                                                 | Nummer       | Bezeichnung des Gebietes                                                                                  | Fläche in Hektar | WDPA-ID   | Koordinaten | Datum der Verordnung |
| ---------------------------------------------------- | ------------ | --- | ---------------- | --------- | ----------- | -------------------- |
|                                                      | LSG WF 00002 | Sudholz                                                                                                   | 74,40            | 324911    | Position    | 1957                 |
| im Nordwesten des Landschaftsschutzgebiets Vilgensee | LSG WF 00003 | Vilgensee                                                                                                 | 13,40            | 325416    | Position    | 1984                 |
|                                                      | LSG WF 00004 | Lah, Küblinger Trift und angrenzende Landschaftsteile                                                     | 392,00           | 322392    | Position    | 1977                 |
| Park des Rittergutes Groß Vahlberg                   | LSG WF 00006 | Park des Rittergutes Groß Vahlberg und Der Schönebusch                                                    | 5,10             | 323623    | Position    | 1974                 |
|                                                      | LSG WF 00008 | Gutspark in Groß Dahlum                                                                                   | 0,80             | 321280    | Position    | 1953                 |
|                                                      | LSG WF 00009 | Kaiserpfalz Werla                                                                                         | 65,00            | 322033    | Position    | 1958                 |
| Lechlumer Holz und angrenzende Forste                | LSG WF 00012 | Lechlumer Holz und angrenzende Forste                                                                     | 290,00           | 322549    | Position    | 1972                 |
|                                                      | LSG WF 00013 | Wallanlagen der Stadt Wolfenbüttel                                                                        | 15,40            | 325635    | Position    | 1958                 |
|                                                      | LSG WF 00015 | Park des Rittergutsbesitzers Harald von Löbbecke                                                          | 2,90             | 323624    | Position    | 1959                 |
|                                                      | LSG WF 00016 | Boklah | 100,00           | 320021    | Position    | 1963                 |
|                                                      | LSG WF 00017 | Fümmelser Holz                                                                                            | 145,00           | 320931    | Position    | 1966                 |
| weitere Bilder                                       | LSG WF 00018 | Ösel | 21,90            | 323551    | Position    | 1966                 |
|                                                      | LSG WF 00019 | Oderwald (Nord)                                                                                           | 990,90           | 323448    | Position    | 1966                 |
|                                                      | LSG WF 00021 | Oderwald (Süd)                                                                                            | 1664,90          | 323449    | Position    | 1971                 |
|                                                      | LSG WF 00022 | Elm | 6614,00          | 320601    | Position    | 1995                 |
| weitere Bilder                                       | LSG WF 00023 | Lichtenberge - Oelber Tal - Elberberg-Höhenzug                                                            | 695,00           | 322594    | Position    | 1971                 |
|                                                      | LSG WF 00024 | Isingerode                                                                                                | 14,50            | 321971    | Position    | 1976                 |
| weitere Bilder                                       | LSG WF 00025 | Rittergutspark Destedt                                                                                    | 6,20             | 323905    | Position    | 1969                 |
|                                                      | LSG WF 00026 | Veltheimer Forst                                                                                          | 490,00           | 325387    | Position    | 1983                 |
|                                                      | LSG WF 00027 | Feld- und Waldflur von Weddel, Klein Schöppenstedt, Destedt, Schulenrode und Cremlingen                   | 1117,50          | 320751    | Position    | 1969                 |
|                                                      | LSG WF 00028 | Asseler Holz                                                                                              | 320,00           | 319680    | Position    | 1983                 |
|                                                      | LSG WF 00029 | Mühlenberg                                                                                                | 145,00           | 323081    | Position    | 1983                 |
|                                                      | LSG WF 00030 | Harly | 137,00           | 321387    | Position    | 1966                 |
|                                                      | LSG WF 00031 | Hainberg, Wohldenberg, Braune Heide, Klein Rhüdener Holz und angrenzende Landschaftsteile                 | 2384,00          | 321317    | Position    | 1975                 |
|                                                      | LSG WF 00034 | Hägeberg                                                                                                  | 2,50             | 321304    | Position    | 1984                 |
|                                                      | LSG WF 00035 | Nördliche Okeraue                                                                                         | 170,00           | 323270    | Position    | 1985                 |
|                                                      | LSG WF 00036 | Flachsrotten                                                                                              | 2,80             | 320820    | Position    | 1989                 |
|                                                      | LSG WF 00037 | Kleiner Fallstein und angrenzende Landschaftsteile                                                        | 66,00            | 322183    | Position    | 1993                 |
| weitere Bilder                                       | LSG WF 00038 | Ehemalige Kiesgrube Klaus                                                                                 | 11,80            | 320515    | Position    | 1997                 |
|                                                      | LSG WF 00040 | Teichwiesen Barnstorf und Große Wiese Warle                                                               | 77,00            | 325119    | Position    | 1998                 |
|                                                      | LSG WF 00041 | Asse, Klein Vahlberger Buchen und angrenzende Landschaftsteile                                            | 1246,70          | 319679    | Position    | 2001                 |
|                                                      | LSG WF 00042 | Okeraue zwischen Wolfenbüttel und Ohrum                                                                   | 231,20           | 323490    | Position    | 2003                 |
| weitere Bilder                                       | LSG WF 00043 | Herzogsberge und angrenzende Landschaftsteile                                                             | 625,00           | 320423    | Position    | 1938                 |
|                                                      | LSG WF 00044 | Schandelaher Wohld und Pfeifengraswiese Wohld                                                             | 290,00           | 320407    | Position    | 1938                 |
|                                                      | LSG WF 00045 | Asselgrabenniederung                                                                                      | 130,00           | 344849    | Position    | 2005                 |
|                                                      | LSG WF 00046 | Hordorfer Forst und Feldflur zwischen Hordorf und Weddel                                                  | 134,20           | 378487    | Position    | 2007                 |
|                                                      | LSG WF 00047 | Ehemalige Bahntrasse zwischen Semmenstedt, Mattierzoll und Börßum sowie angrenzende Landschaftsteile      | 67,00            | 555513813 | Position    | 2010                 |
|                                                      | LSG WF 00048 | Berelries                                                                                                 | 121,70           | 555519156 | Position    | 1941                 |
| Nieder- und Oberdahlumer Holz                        | LSG WF 00052 | Nieder- und Oberdahlumer Holz, Lagholz, Hötzumer Forst, Obersickter Holz und angrenzende Landschaftsteile | 490              | Lage      | Position    | 1969/2019            |